# Sinagoga vecchia di Częstochowa
La sinagoga vecchia di Częstochowa, ora scomparsa, è stata la prima grande sinagoga di Częstochowa in Polonia. Costruita nel 1765, fu ampliata nel 1872 e ancora rinnovata al suo interno nel 1928-29. Saccheggiata dai nazisti nel 1939 fu minata e completamente rasa al suolo con la distruzione finale del ghetto di Częstochowa il 20 luglio 1943.

## Storia
Częstochowa è uno dei luoghi storici della presenza ebraica in Polonia fin dal XVII secolo. Dall'Ottocento la comunità ebraica conobbe un fortissimo incremento demografico. Migliaia di ebrei vivevano ora in città, e ciò richiedeva la costruzione di nuovi, sempre più grandi luoghi di culto, e l'ampliamento di quelli già esistenti.

### La sinagoga vecchia
Collocata nel cuore del quartiere ebraico della città, la "sinagoga vecchia" fu nel 1765 la prima grande sinagoga ad essere costruita dalla sempre più fiorente comunità ebraica locale. Già nel 1872 se ne richiese l'ampliamento con l'aggiunta sulla fronte di un ampio vestibolo, contenente anche gli uffici della comunità dal quale si aveva accesso all'aula di preghiera. La nuova facciata presentava uno stile neoclassico molto semplice e sobrio, decorata con colonne e capitelli a lesena, con un timpano triangolare sormontato dalle tavole della Legge. 
Mentre la sinagoga nuova di Częstochowa, inaugurata nel 1909, diveniva il punto di riferimento dell'ala più riformata dell'ebraismo locale, la sinagoga vecchia continuo' a rimanere al centro dell'ebraismo ortodosso, sotto la guida del celebre rabbino Nachum Asz, dal 1889 al 1936 uno dei capi più influenti della comunità ebraica di Częstochowa. Per sua ispirazione, l'interno della sinagoga fu completamente ridecorato e magnificamente affrescato nel 1928-29 da Perec Willenberg.
Le pareti della sala di preghiera, a pianta rettangolare, presentavano decorazioni policrome con motivi basati su lettere ebraiche stilizzate. Sul soffitto erano dipinti due scudi e la menorah a sette bracci. Sulla parete orientale c'era l'Aron haQodesh riccamente decorato, coperto da una tenda riccamente ricamata. Una bella bimah si ergeva di fronte all'arca. L'interno della sinagoga era illuminato da candelabri a sospensione bassa splendidamente decorati. La luce del giorno raggiungeva l'interno dalle alte finestre, decorate da vetrate disegnate dallo stesso Willenberg, producendo un effetto di religiosa solennità.

### L'Olocausto
L'arrivo dei tedeschi nel settembre 1939 fu immediatamente seguito dalla chiusura e devastazione delle sinagoghe della città. Né la sinagoga vecchia (vandalizzata il 25 settembre 1939) né la sinagoga nuova (incendiata il 25 dicembre 1939) ne furono risparmiate. Nell'aprile del 1941, entrambi gli edifici si trovarono ad essere inglobati all'interno del ghetto di Częstochowa. La sinagoga vecchia vi rimase anche dopo che le massicce deportazioni del settembre-ottobre 1942 ridussero drasticamente l'area del ghetto. Alla liquidazione finale del "ghetto piccolo" nel luglio 1943 l'edificio fu minato e completamente raso al suolo come buona parte degli edifici circostanti.
Al contrario della sua più celebre creazione artistica, Perec Willenberg sopravvisse all'Olocausto, nascosto a Varsavia sotto il falso nome di Karol Baltazar Pękosławski. Morì nel 1947. Suo figlio, Samuel Willenberg (1923-2016), è stato uno degli eroi della rivolta del campo di sterminio di Treblinka e quindi della rivolta di Varsavia, per poi essere anch'egli un artista e scultore in Israele.

### Il dopoguerra
Con la pressoché totale scomparsa della comunità ebraica con l'Olocausto, le rovine della sinagoga furono semplicemente rimosse alla fine della guerra per allargare la strada. Dell'antico edificio oggi non rimane alcuna traccia in loco.